# Sprakeloos (film)
Sprakeloos is een dramafilm uit 2017 van regisseur Hilde Van Mieghem. De film is een bewerking tot langspeelfilm van de gelijknamige roman van Tom Lanoye uit 2009.
Voor hun bijrol werden de acteurs Rik Van Uffelen en Flor Decleir genomineerd voor een Ensor die ze evenwel niet konden verzilveren. De film, en Hilde Van Mieghem ging op de Ensors 2017 wel aan de haal met de Telenet Publieksprijs voor de film.

## Verhaal
De moeder van een bekend schrijver takelt af na haar beroerte. Het brengt de schrijver terug naar verhalen en herinneringen uit zijn jeugd, en zijn 'coming-out' als homo. Hij zit met een deadline maar vindt de juiste woorden niet en begint aan alles en niet het minst aan zichzelf te twijfelen.

## Rolverdeling
| Acteur            | Personage            |
| ----------------- | -------------------- |
| Stany Crets       | Jan                  |
| Viviane De Muynck | Josee                |
| Marie Vinck       | Josee (18 & 37 jaar) |
| Rik Van Uffelen   | Roger                |
| Flor Decleir      | Roger (18 & 37 jaar) |
| Hans Kesting      | Roel                 |